# Rock Hill (Luisiana)
Rock Hill es un lugar designado por el censo ubicado en la parroquia de Grant en el estado estadounidense de Luisiana. En el Censo de 2010 tenía una población de 274 habitantes y una densidad poblacional de 27,44 personas por km².

## Geografía
Rock Hill se encuentra ubicado en las coordenadas 31°26′21″N 92°34′33″O / 31.43917, -92.57583. Según la Oficina del Censo de los Estados Unidos, Rock Hill tiene una superficie total de 9.98 km², de la cual 9.98 km² corresponden a tierra firme y (0.05%) 0.01 km² es agua.

## Demografía
Según el censo de 2010, había 274 personas residiendo en Rock Hill. La densidad de población era de 27,44 hab./km². De los 274 habitantes, Rock Hill estaba compuesto por el 95.62% blancos, el 0% eran afroamericanos, el 2.19% eran amerindios, el 0% eran asiáticos, el 0% eran isleños del Pacífico, el 0% eran de otras razas y el 2.19% pertenecían a dos o más razas. Del total de la población el 0.73% eran hispanos o latinos de cualquier raza.